# Валеева, Зухра Сибгатовна
Валеева Зухра Сибгатовна (12 октября,1947 год, Старые Турбаслы, [Благовещенский район], Башкирская АССР) — советский и российский строитель. Кавалер орденов Трудовой Славы III (1977) и II(1986) степени. Почётный строитель России (1998).

## Биография
Родилась 12 октября 1947 года в селе Старые Турбаслы Благовещенского района Башкирской АССР. 
В 1965 году окончила ГПТУ № 17 города Уфы и начала работать маляром в Строительном управлении № 3.
В 1968 году Зухру Валееву назначили бригадиром маляров комсомольско-молодежной бригады.
Это был период интенсивного строительства в столице Башкирской АССР — городе Уфе. В строительстве целых микрорайонов города приняла участие бригада Зухры Валеевой.
Сипайлово, Инорс, Новостройка, улица Лесотехникума — это была большая деревня. Теперь там, действительно, все мои дома. Когда строили первый дом в Сипайлово, шли пешком с проспекта Октября. Не было ни дорог, ни транспорта
. (Зухра Валеева)
Её бригада строила жилые дома, детские сады, Дворец спорта, первый уфимский универмаг. Рассказывая о своей жизни, она говорит, что не росла её карьера, так и осталась бригадиром строителей, но росли дома в Уфе, Уфа стала городом-миллионером. Когда в городе началось строительство крупнопанельных зданий, её бригаде тоже пришлось непросто-нужно было поднимать на девятый этаж ведра с краской и замешивать раствор в трескучие морозы.
Решительный и правдивый человек с активной жизненной позицией, Зухра Сибгатовна Валеева была избрана членом Башкирского обкома КПСС, депутатом Верховного Совета СССР (1989—1991). Она не отсиживалась где-то в тихом уголке, а с высоких трибун говорила о насущных проблемах, которые нужно решать. На своей основной работе изучала передовой опыт, вносила рационализаторские идеи и сама же их внедряла в производство, показывая пример другим строителям.
Добросовестный труд Зухры Валеевой не раз отмечался высокими наградами. Ей присуждена медаль «За трудовую доблесть», орден Трудовой славы III и II степени, звание «Почетный строитель России».
В 2000 году Зухра Сибгатовна Валеева была удостоена звания «Почетный гражданин города Уфы», так горожане решили сохранить в памяти уфимцев имя человека, в буквальном смысле, построившего их город.

## Награды
- Орден Трудовой Славы II степени (1986)
- Орден Трудовой Славы III (1977)
- Медаль «За доблестный труд» (1970)
- Медаль «За трудовую доблесть» (1974)
- Медаль «Ветеран труда» (1985)

## Почётные звания
- Почетный строитель России (1998)
- Почётный гражданин города Уфы (2000)
- Ветеран труда РФ (1985)